# 阿蘭潘帕
阿蘭潘帕（西班牙語：Arampampa），是玻利維亞西南部波托西省毕尔巴鄂将军县的市鎮，并为该县的县府所在地。海拔高度3,072米，每年平均降雨量約500毫米，2012年人口数量为4,170人。